# Africa Sports National
Africa Sports National Abidżan to klub będący członkiem federacji piłkarskiej Wybrzeża Kości Słoniowej. Został on założony 27 kwietnia 1948. Swoje mecze rozgrywa na Stade Robert Champroux. Jest drugim najsłynniejszym klubem z tego kraju po ASEC Mimosas. Jest pierwszą drużyną we Wybrzeżu Kości Słoniowej, która zdobyła Puchar Zdobywców Pucharów CAF pokonują w finale Vital’O FC.

## Sukcesy
- Mistrzostwo WKS[1]: 14 razy (1967, 1968, 1971, 1977, 1978, 1982, 1983, 1985, 1986, 1987, 1988, 1989, 1996, 1999, 2007, 2008)
- Puchar WKS: 17 razy (1961, 1962, 1964, 1977, 1978, 1979, 1981, 1982, 1985, 1986, 1989, 1993, 1998, 2002, 2009, 2015, 2017)
- Puchar Félixa Houphouét-Boigny: 10 razy (1979, 1981, 1982, 1986, 1987, 1988, 1989, 1991, 1993, 2003)
- Puchar Zdobywców Pucharów CAF: 2 razy (1992, 1999)
- Superpuchar CAF: 1 raz (1992)

## Skład zespołu
| Nr | Poz. | Piłkarz                 |
| -- | ---- | ----------------------- |
|    | BR   | Tiassé Koné             |
|    | BR   | Christian Fabrice Okoua |
|    | BR   | Cyrille Ondoa           |
|    | BR   | Serge Akoudjou          |
|    | OB   | Karamoko Comara         |
|    | OB   | Nicaise N'goran         |
|    | OB   | Bi Gaman Youan          |
|    | OB   | Adou Peter Tayoro       |
|    | OB   | Jean-Baptiste Kaboré    |
|    | OB   | Konan Ruffin N'gouan    |
|    | OB   | Ben Banh                |
|    | OB   | Simon Deli              |
|    | PO   | Jean-Michaël Séry       |
|    | PO   | Landry Djédjé           |
|    | PO   | Daouda Soro             |
|    | PO   | Sékou Junior Sanogo     |
|    | PO   | Dalla Coulibaly         |

| Nr | Poz. | Piłkarz                |
| -- | ---- | ---------------------- |
|    | PO   | Thierry Zahui          |
|    | PO   | Koffi Christian Kouamé |
|    | PO   | Lamine Sidibé          |
|    | PO   | N'dimon Tchaké         |
|    | PO   | Lorenzo Cresta         |
|    | NA   | Goué Blagnon           |
|    | NA   | Lébé Gnahoua           |
|    | NA   | Guy Serges Gossé       |
|    | NA   | Lakou Alain Koné       |
|    | NA   | Bommanin Kohouo        |
|    | NA   | Alex Kouamé            |
|    | NA   | Idrissa Kouyaté        |
|    | NA   | Samuel Zokou           |
|    |      | Kanga Yves Kouakou     |
|    |      | Jean Emmanuel Assiry   |
|    |      | Abdoul Razack Sidibé   |

Słynni piłkarze
- Joseph-Antoine Bell
- Kwame Ayew
- Serge Dié
- Abdul Kader Keïta, obecnie gra w tureckim Galatasaray SK
- Tiassé Koné, obecnie gra w belgijskim UR Namur
- Serge Maguy
- Jean-Jacques Tizié, gra nadal w klubie
- Ahmed Touré, gra obecnie w belgijskim KSC Lokeren
- Stephen Keshi
- Thompson Oliha
- Rashidi Yekini
- Kossi Agassa, gra obecnie we francuskim FC Istres
- Franck Atsou

Słynni trenerzy
- Ibrahim Sunday
- Yeo Martial
- Francesco Moriero
- Salvatore Antonio Nobile
- François Zahoui
- Christian Zermatten